# Cernusson
Cernusson és un municipi francès situat al departament de Maine i Loira i a la regió de País del Loira. L'any 2007 tenia 277 habitants.

## Demografia

### Població
El 2007 la població de fet de Cernusson era de 277 persones. Hi havia 105 famílies de les quals 18 eren unipersonals (7 homes vivint sols i 11 dones vivint soles), 43 parelles sense fills, 33 parelles amb fills i 11 famílies monoparentals amb fills.
La població ha evolucionat segons el següent gràfic:
Habitants censats

### Habitatges
El 2007 hi havia 116 habitatges, 106 eren l'habitatge principal de la família, 5 eren segones residències i 5 estaven desocupats. 115 eren cases i 2 eren apartaments. Dels 106 habitatges principals, 84 estaven ocupats pels seus propietaris, 20 estaven llogats i ocupats pels llogaters i 2 estaven cedits a títol gratuït; 1 tenia una cambra, 5 en tenien dues, 11 en tenien tres, 27 en tenien quatre i 62 en tenien cinc o més. 93 habitatges disposaven pel capbaix d'una plaça de pàrquing. A 51 habitatges hi havia un automòbil i a 53 n'hi havia dos o més.

### Piràmide de població
La piràmide de població per edats i sexe el 2009 era:
| Homes | Edats   | Dones |
| ----- | ------- | ----- |
| 0     | 95 o +  | 0     |
| 0     | 90 a 94 | 0     |
| 0     | 85 a 89 | 0     |
| 4     | 80 a 84 | 0     |
| 4     | 75 a 79 | 0     |
| 8     | 70 a 74 | 8     |
| 16    | 65 a 69 | 4     |
| 0     | 60 a 64 | 8     |
| 0     | 55 a 59 | 12    |
| 12    | 50 a 54 | 4     |
| 8     | 45 a 49 | 16    |
| 24    | 40 a 44 | 12    |
| 12    | 35 a 39 | 8     |
| 4     | 30 a 34 | 8     |
| 16    | 25 a 29 | 4     |
| 4     | 20 a 24 | 12    |
| 12    | 15 a 19 | 12    |
| 12    | 10 a 14 | 16    |
| 4     | 5 a 9   | 12    |
| 8     | 0 a 4   | 4     |

## Economia
El 2007 la població en edat de treballar era de 175 persones, 141 eren actives i 34 eren inactives. De les 141 persones actives 129 estaven ocupades (70 homes i 59 dones) i 13 estaven aturades (5 homes i 8 dones). De les 34 persones inactives 13 estaven jubilades, 8 estaven estudiant i 13 estaven classificades com a «altres inactius».

### Ingressos
El 2009 a Cernusson hi havia 119 unitats fiscals que integraven 321 persones, la mediana anual d'ingressos fiscals per persona era de 15.501 €.

### Activitats econòmiques
Dels 4 establiments que hi havia el 2007, 1 era d'una empresa de construcció, 1 d'una empresa de comerç i reparació d'automòbils, 1 d'una empresa d'hostatgeria i restauració i 1 d'una empresa financera.
Dels 2 establiments de servei als particulars que hi havia el 2009, 1 era un guixaire pintor i 1 restaurant.
L'any 2000 a Cernusson hi havia 12 explotacions agrícoles que ocupaven un total de 472 hectàrees.

## Equipaments sanitaris i escolars
El 2009 hi havia una escola elemental integrada dins d'un grup escolar amb les comunes properes formant una escola dispersa.

## Poblacions més properes
El següent diagrama mostra les poblacions més properes.